# Hội Nhãn khoa Việt Nam
Hội Nhãn khoa Việt Nam là tổ chức xã hội nghề nghiệp phi chính phủ phi lợi nhuận của những người và tổ chức làm việc trong lĩnh vực y học Nhãn khoa tại Việt Nam. Hội có tên giao dịch tiếng Anh là Vietnam Ophthalmological society, viết tắt là VOS 
Hội Nhãn khoa thành lập năm 1960 .
Điều lệ Hội hiện hành được Bộ Nội vụ phê duyệt tại Quyết định số xx/QĐ-BNV ngày tháng 11 năm 2015 .
Văn phòng Hội đặt tại số 85 phố Bà Triệu, phường Nguyễn Du, quận Hai Bà Trưng, thành phố Hà Nội . Hội là thành viên của Tổng hội Y học Việt Nam, Hội Nhãn khoa Châu Á Thái Bình Dương (APAO, Asia-Pacific Academy of Ophthalmology) và Hội Nhãn khoa Thế giới (ICO, International Council of Ophthalmology).